# Zanthoxylum backeri
Zanthoxylum backeri är en vinruteväxtart som först beskrevs av Reinier Cornelis Bakhuizen van den Brink, och fick sitt nu gällande namn av Thomas Gordon Hartley. Zanthoxylum backeri ingår i släktet Zanthoxylum och familjen vinruteväxter. Inga underarter finns listade i Catalogue of Life.